# Anton von Boij (1682–1734)
Anton von Boij, född 1682, död 25 januari 1734, var en svensk militär och godsägare.
Han var son till brukspatronen Anton von Boij och Magdalena Coyet (död 1707) samt gift med Catharina Wetzler (1682-1745) som var dotter till  överstelöjtnanten Peter Wetzler. Paret fick två döttrar och han slöt därmed sin ätt vid sin död.
Han blev student vid Uppsala universitet 1698 och vistades därefter sex år utomlands för studier och återkom till Sverige 1712. Han var adjutant hos generalen Carl Mörner 1713 och blev sekundkapten vid Närkes och Värmlands regemente 1716 och kapten där 1719. Som militär medverkade han i Norge och  Fredrikshalds belägring 1718. Som godsägare drev han säteriet Gäddeby. Tillsammans med sin fru ligger han begravd i Glanshammars kyrka.